# بنية البيروفسكيت

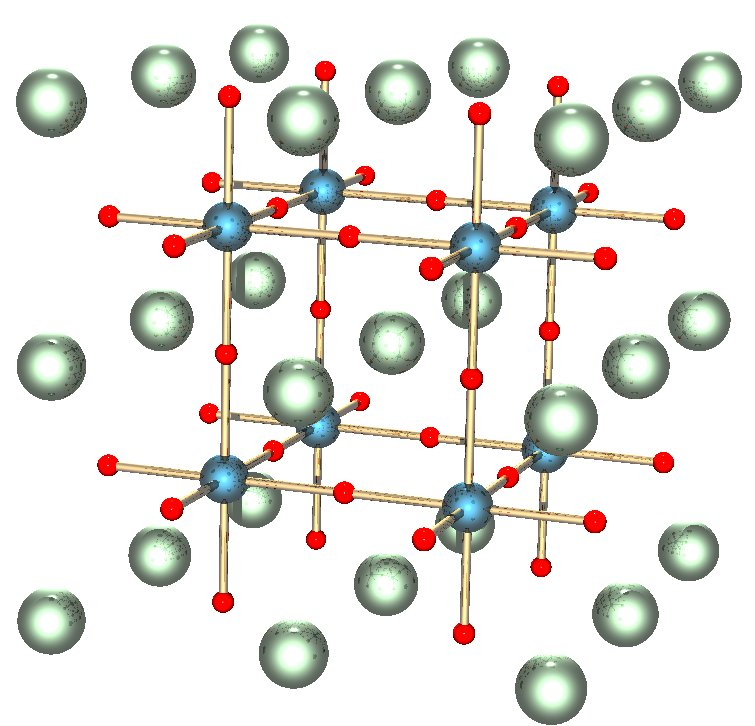
يمثل الشكل البنية المكعّبة في الحالة غير المشوهة؛ ولكن يمكن أن ينخفض التناظر إلى المعيني القائم أو الرباعي أو الثلاثي في عدد من البيروفسكيتات.

بنية البيروفسكيت في علم البلورات هي بنية بلورية تتبناها المواد التي تتبع النمط ABX3، والذي وصف أول مرة في معدن البيروفسكيت، والذي يتكون من أكسيد تيتانات الكالسيوم.(CaTiO3). اكتشف المعدن لأول مرة في جبال الأورال من الجيولوجي غوستاف روزه وأطلق عليه ذلك الاسم تكريماً للجيولوجي الروسي ليف بيروفسكي.
لبنية البيروفسكيت الصيغة العامة ABX3؛ تمثل الكرات الحمراء الذرات X، والتي تكون غالباً من الأكسجين؛ أما الكرات الزرقاء فهي الذرات B، وهي عادةً ما تكون كاتيونات أيونية صغيرة مثل أيونات التيتانيوم الرباعي؛ أما الكرات الخضراء فهي تمثل الذرات A، وهي عادةً ما تكون كاتيونات أيونية كبيرة، مثل أيونات الكالسيوم الثنائي.